# Liga de Béisbol Profesional de la República Dominicana
La Liga de Béisbol Profesional de la República Dominicana (LIDOM) es una liga invernal de béisbol profesional que consta de seis equipos repartidos por la República Dominicana; es la liga de nivel más alto de béisbol profesional que se juega en la República Dominicana.  Los jugadores de la liga incluyen muchos prospectos que jugarán en las Grandes Ligas de Béisbol de los Estados Unidos y al mismo tiempo firman a muchos veteranos actuales de la MLB. 
Cada equipo juega un calendario de todos contra todos de cincuenta juegos que comienza a mediados de octubre y dura hasta finales de diciembre. Los cuatro mejores equipos participan en otro calendario de Todos Contra Todos con 18 juegos por equipo desde finales de diciembre hasta finales de enero; Los dos mejores equipos de esa clasificación juegan una serie al mejor de nueve por el título nacional. El campeón de la liga avanza a la Serie del Caribe para jugar contra los representantes de México, Venezuela, y Puerto Rico, entre otros. La liga a veces es llamada  Liga Dominicana de Béisbol Invernal, Liga Dominicana de Invierno, Liga Dominicana de Béisbol Profesional o simplemente Liga Dominicana.

## Historia

### Antecedentes
El béisbol fue introducido en el Caribe en 1866 por marineros de los Estados Unidos en la entonces Capitanía General de Cuba. Ocho años más tarde, en 1874, se organizó el primer partido de béisbol entre equipos cubanos. En los próximos años sería Cuba la que extendería el béisbol en todo el Caribe. Cuando la Guerra de los Diez Años (1868-1878) trajo confusión a la colonia, muchos cubanos huyeron de su país y emigraron a la República Dominicana, trayendo con ellos el deporte llamado béisbol en 1886, donde celebraron un partido entre los equipos cubanos Santiago de Cuba y Angelina en San Pedro de Macorís el 25 de septiembre de ese año. Los principales propulsores fueron los cubanos Ignacio y Ubaldo Alomá. El primer torneo profesional dominicano se jugó en 1890 con dos equipos: Ozama y Nuevo Club. El equipo de Licey fue fundado en 1907, dominando el béisbol profesional sin rival hasta 1921, cuando se fundó el equipo Escogido, producto de la fusión de varios equipos de la época; desde entonces la rivalidad de estos equipos no ha cesado. El deporte se volvió competitivo a partir de la década de 1920 cuando los juegos de béisbol comenzaron a ser jugados contra equipos de países vecinos.

### Campeonatos antes de LIDOM
Antes de la creación de la Liga Dominicana, varios campeonatos considerados nacionales fueron disputados en el país por los equipos de aquella época, destacando entre ellos los Tigres del Licey con dos campeonatos obtenidos antes de 1951.
Estos campeonatos no son reconocidos para el registro histórico oficial de LIDOM, pero si para cada una de las respectivas organizaciones deportivas que participaron en dichos campeonatos. Puede ser muy interesante d ves en cuando

### Oficialización
Hubo un período de interrupción en 1938 hasta 1951, donde los partidos se reanudaron celebrándose los juegos en el verano de cada año. Aunque la liga funcionaba de manera no oficial desde 1951, no fue hasta 1955 cuando se oficializa mediante decreto la Liga de Béisbol Profesional de la República Dominicana (LIDOM), donde los partidos dejaron de celebrarse en verano y pasaban a celebrarse en los meses de otoño-invierno. La liga organizó su primer torneo entre octubre de ese año y enero de 1956, y su primer presidente fue Hipólito Herrera Billini.
Por su estrecha participación en el establecimiento y desarrollo inicial de la liga dominicana, Pedro Miguel Caratini ha sido llamado "el padre del béisbol dominicano".[cita requerida]
Durante los años 1930-1963, al dictador militar General Rafael Leónidas Trujillo se le puede atribuir el mérito de promover el deporte del béisbol en la República Dominicana. Trujillo alentó a muchos ingenios azucareros a crear equipos de trabajadores cortadores de caña para jugar béisbol durante los meses de inactividad del cultivo. Fomentando altos niveles de competencia, la estructura organizativa continuó madurando estimulando el crecimiento en la intensidad y popularidad del juego.[cita requerida]
En 1937, los equipos de la República Dominicana contrataron a un gran número de jugadores de la Ligas Negras de los Estados Unidos. Estos jugadores recibieron grandes salarios de hombres dominicanos con dinero y poder político.  Entre estos jugadores se encontraban las estrellas del béisbol James Thomas "Cool Papa" Bell y Satchel Paige. Sin embargo, estos contratos agotaron las finanzas del equipo, lo que provocó el declive del béisbol dominicano hasta 1950.[cita requerida]

### Equipos fundados
A principios del siglo XX se formaron cuatro equipos dominicanos.  Estos equipos todavía existen hoy y forman la base del béisbol profesional dominicano:
- Tigres del Licey (1907)
- Estrellas Orientales (1910)
- Leones del Escogido (1921)
- Águilas Cibaeñas (1933)

### Impacto cultural
El béisbol fue traído por primera vez a la República Dominicana por los cubanos que huían de la Guerra de los Diez Años.[cita requerida] Al principio, luchó por ganar popularidad, limitándose principalmente a los exiliados cubanos, pero su popularidad creció a medida que más y más dominicanos nativos lo practicaban.[cita requerida] La creciente popularidad del deporte llevó a la formación de LIDOM. La formación de la nueva liga nacional de béisbol permitió que los jugadores dominicanos prosperaran y que creciera el interés del público. La popularidad nacional del deporte y la nueva liga aumentaron el vínculo que muchos espectadores sentían con sus equipos; Incluso hoy en día, muchos dominicanos se sienten estrechamente conectados con el deporte.

### Impacto a nivel comunitario

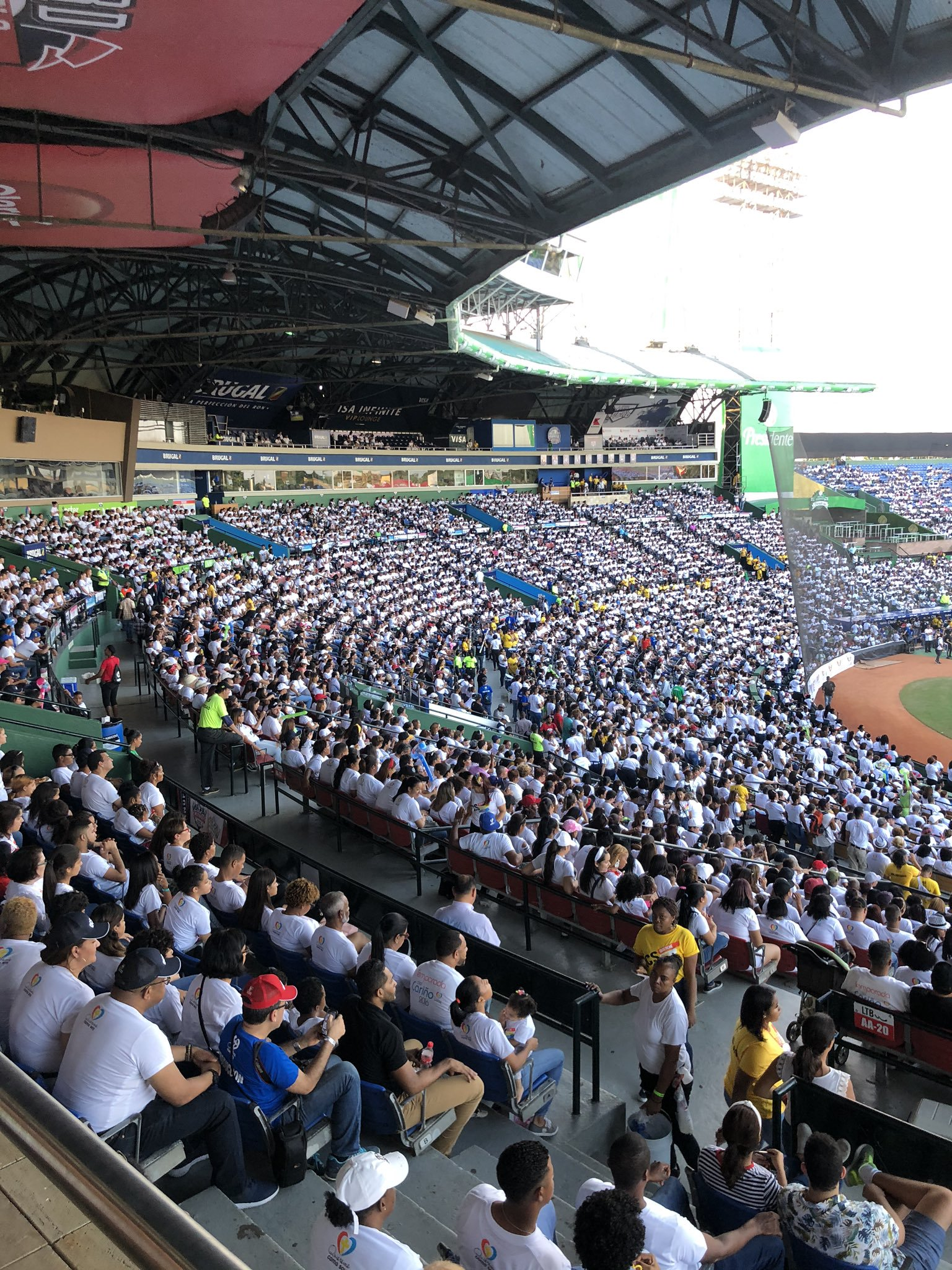
Personas en Estadio Quisqueya de Santo Domingo.

Como ícono cultural de la República Dominicana, el béisbol tiene una fuerte presencia en muchas partes del país. Rodeados de barrios de clase trabajadora, los estadios de béisbol en las ciudades dominicanas más grandes reciben mantenimiento de forma rutinaria. Los propietarios de grandes empresas como las refinerías de azúcar financiaron la construcción de estos campos para beneficiarse de los juegos. Los juegos en estos estadios atraen a grandes multitudes y se puede observar un sentido de comunidad. Al igual que sus homólogos estadounidenses, estos juegos "latinizados" exudan espíritu libre, cohesión social y festividad tanto de los aficionados como de los jugadores. En la República Dominicana, los jugadores de béisbol son considerados héroes deportivos y funcionan como modelos a seguir para sus fanáticos. Esta idolatría es cubierta por los medios de comunicación más que en Estados Unidos.
La República Dominicana tiene la economía más grande en la región del Caribe y Centroamérica. El país tiene la economía de más rápido crecimiento en América Latina y una población de clase media en crecimiento. Sin embargo, la desigualdad de ingresos persiste en esta nación en desarrollo, según estadísticas de 2016, el 30,5 por ciento de los dominicanos vivían por debajo del umbral de pobreza del país, mientras que el 5,5 por ciento de los dominicanos estaban desempleados. Dado que la pobreza impide que ciertos segmentos de la población dominicana tengan la oportunidad de obtener una educación superior, muchos admiran el éxito de quienes se convierten en jugadores de béisbol famosos y ven el béisbol como un escape de la pobreza. Debido a esto, los niños comienzan a jugar béisbol organizado desde los seis años, y competir con otros en ligas con la esperanza de ser reconocido por los cazatalentos de béisbol.
Algunos argumentan que la percepción del béisbol como salvación económica es en realidad perjudicial para la juventud de la República Dominicana, ya que promueve la búsqueda del éxito en el béisbol a toda costa, a expensas de la educación superior.

### Hegemonía estadounidense dentro del béisbol dominicano
Después de la revolución de Fidel Castro en Cuba y el posterior bloqueo estadounidense, los exploradores de las mayores volvieron sus miradas hacia la República Dominicana. Posó con el oportunidad de adquirir talento de calidad a un precio razonable, los equipos de las Grandes Ligas establecieron "relaciones de trabajo" con equipos profesionales dominicanos.[cita requerida] Desde la década de 1950, las 30 franquicias de la MLB han establecido academias de entrenamiento de béisbol en la República Dominicana los cuales tienen la tarea de sus respectivos equipos de acondicionar y preparar a los jóvenes prospectos dominicanos para una oportunidad de seguir desarrollándose en los Estados Unidos. Habiendo producido muchos atletas exitosos de estas academias, estas academias socavaron la dependencia de los equipos estadounidenses de las organizaciones de béisbol dominicanas.

## Equipos participantes
| Equipo               | Fundación | Ciudad                     | Estadio                   | Inauguración | Capacidad |
| -------------------- | --------- | -------------------------- | ------------------------- | ------------ | --------- |
| Tigres del Licey     | 1907      | Santo Domingo              | Estadio Quisqueya         | 1955         | 14,469    |
| Estrellas Orientales | 1910      | San Pedro de Macorís       | Estadio Tetelo Vargas     | 1959         | 8,000     |
| Leones del Escogido  | 1921      | Santo Domingo              | Estadio Quisqueya         | 1955         | 14,469    |
| Águilas Cibaeñas     | 1933      | Santiago de los Caballeros | Estadio Cibao             | 1958         | 18,077    |
| Toros del Este       | 1983      | La Romana                  | Estadio Francisco Micheli | 1979         | 8,834     |
| Gigantes del Cibao   | 1996      | San Francisco de Macorís   | Estadio Julián Javier     | 1975         | 12,000    |

### Antiguos equipos
- Dragones de Ciudad Trujillo, (1937) - Ciudad Trujillo (Santo Domingo)

- Azucareros del Este, 1983-2008, antiguo nombre de los actuales Toros del Este.

- Caimanes del Sur (San Cristóbal), durante 1983-1989.

- Delfines del Atlántico (Puerto Plata), este equipo nunca estuvo oficialmente en la liga y no jugó.

- Pollos del Cibao / Pollos Nacionales / Pollos Baseball Club (San Francisco de Macorís) durante 1999-2002, anteriormente Gigantes del Nordeste, actualmente Gigantes del Cibao.

## Historial de campeonatos
| 1922 | Leones del Escogido         | Luis Alfau           | Tigres del Licey     |
| 1923 | Temporada incompleta        | Temporada incompleta | Temporada incompleta |
| 1924 | Tigres del Licey            | Charles A. Dore      | Leones del Escogido  |
| 1929 | Tigres del Licey            | Charles A. Dore      | Leones del Escogido  |
| 1936 | Estrellas Orientales        | Enrique Mejía        | Águilas Cibaeñas     |
| 1937 | Dragones de Ciudad Trujillo | Lázaro Salazar       | Águilas Cibaeñas     |

| 1951 | Tigres del Licey     | Félix Delgado     | Leones del Escogido |
| 1952 | Águilas Cibaeñas     | Rodolfo Fernández | Tigres del Licey    |
| 1953 | Tigres del Licey     | Oscar Rodríguez   | Águilas Cibaeñas    |
| 1954 | Estrellas Orientales | Ramón Bragaña     | Tigres del Licey    |

| 1955-56 | Leones del Escogido    | Frank Genovese         | Águilas Cibaeñas       |
| 1956-57 | Leones del Escogido    | Red Davis              | Tigres del Licey       |
| 1957-58 | Leones del Escogido    | Salty Parker           | Estrellas Orientales   |
| 1958-59 | Tigres del Licey       | Joe Schultz            | Leones del Escogido    |
| 1959-60 | Leones del Escogido    | Pete Reiser            | Estrellas Orientales   |
| 1960-61 | Leones del Escogido    | Pepe Lucas             | Águilas Cibaeñas       |
| 1961-62 | Temporada incompleta   | Temporada incompleta   | Temporada incompleta   |
| 1962-63 | Temporada no disputada | Temporada no disputada | Temporada no disputada |
| 1963-64 | Tigres del Licey       | Vern Benson            | Águilas Cibaeñas       |
| 1964-65 | Águilas Cibaeñas       | Al Widmar              | Leones del Escogido    |
| 1965-66 | Temporada no disputada | Temporada no disputada | Temporada no disputada |
| 1966-67 | Águilas Cibaeñas       | Pete Peterson          | Leones del Escogido    |
| 1967-68 | Estrellas Orientales   | Tony Pacheco           | Leones del Escogido    |
| 1968-69 | Leones del Escogido    | Andy Gilbert           | Estrellas Orientales   |
| 1969-70 | Tigres del Licey       | Manny Mota             | Águilas Cibaeñas       |
| 1970-71 | Tigres del Licey       | Manny Mota             | Leones del Escogido    |
| 1971-72 | Águilas Cibaeñas       | Ozzie Virgil           | Tigres del Licey       |
| 1972-73 | Tigres del Licey       | Tom Lasorda            | Estrellas Orientales   |
| 1973-74 | Tigres del Licey       | Tom Lasorda            | Águilas Cibaeñas       |
| 1974-75 | Águilas Cibaeñas       | Al Widmar              | Estrellas Orientales   |
| 1975-76 | Águilas Cibaeñas       | Tim Murtaugh           | Tigres del Licey       |
| 1976-77 | Tigres del Licey       | Buck Rodgers           | Águilas Cibaeñas       |
| 1977-78 | Águilas Cibaeñas       | Johnny Lipon           | Tigres del Licey       |
| 1978-79 | Águilas Cibaeñas       | Johnny Lipon           | Leones del Escogido    |
| 1979-80 | Tigres del Licey       | Del Crandall           | Estrellas Orientales   |
| 1980-81 | Leones del Escogido    | Felipe Alou            | Águilas Cibaeñas       |
| 1981-82 | Leones del Escogido    | Felipe Alou            | Estrellas Orientales   |
| 1982-83 | Tigres del Licey       | Manny Mota             | Águilas Cibaeñas       |
| 1983-84 | Tigres del Licey       | Manny Mota             | Águilas Cibaeñas       |
| 1984-85 | Tigres del Licey       | Terry Collins          | Azucareros del Este    |
| 1985-86 | Águilas Cibaeñas       | Winston Llenas         | Tigres del Licey       |
| 1986-87 | Águilas Cibaeñas       | Winston Llenas         | Estrellas Orientales   |
| 1987-88 | Leones del Escogido    | Phil Regan             | Estrellas Orientales   |
| 1988-89 | Leones del Escogido    | Phil Regan             | Tigres del Licey       |
| 1989-90 | Leones del Escogido    | Felipe Alou            | Águilas Cibaeñas       |
| 1990-91 | Tigres del Licey       | John Roseboro          | Leones del Escogido    |
| 1991-92 | Leones del Escogido    | Felipe Alou            | Estrellas Orientales   |
| 1992-93 | Águilas Cibaeñas       | Miguel Diloné          | Azucareros del Este    |
| 1993-94 | Tigres del Licey       | Casey Parsons          | Águilas Cibaeñas       |
| 1994-95 | Azucareros del Este    | Art Howe               | Águilas Cibaeñas       |
| 1995-96 | Águilas Cibaeñas       | Terry Francona         | Estrellas Orientales   |
| 1996-97 | Águilas Cibaeñas       | Mike Quade             | Leones del Escogido    |
| 1997-98 | Águilas Cibaeñas       | Tony Peña              | Tigres del Licey       |
| 1998-99 | Tigres del Licey       | Dave Jauss             | Leones del Escogido    |
| 1999-00 | Águilas Cibaeñas       | Tony Peña              | Estrellas Orientales   |
| 2000-01 | Águilas Cibaeñas       | Félix Fermín           | Leones del Escogido    |
| 2001-02 | Tigres del Licey       | Bob Geren              | Águilas Cibaeñas       |
| 2002-03 | Águilas Cibaeñas       | Félix Fermín           | Leones del Escogido    |
| 2003-04 | Tigres del Licey       | Manny Acta             | Gigantes del Cibao     |
| 2004-05 | Águilas Cibaeñas       | Félix Fermín           | Tigres del Licey       |
| 2005-06 | Tigres del Licey       | Rafael Landestoy       | Águilas Cibaeñas       |
| 2006-07 | Águilas Cibaeñas       | Félix Fermín           | Tigres del Licey       |
| 2007-08 | Águilas Cibaeñas       | Félix Fermín           | Tigres del Licey*      |
| 2008-09 | Tigres del Licey       | José Offerman          | Gigantes del Cibao     |
| 2009-10 | Leones del Escogido    | Ken Oberkfell          | Gigantes del Cibao     |
| 2010-11 | Toros del Este         | Dean Treanor           | Estrellas Orientales   |
| 2011-12 | Leones del Escogido    | Ken Oberkfell          | Águilas Cibaeñas       |
| 2012-13 | Leones del Escogido    | Audo Vicente           | Águilas Cibaeñas       |
| 2013-14 | Tigres del Licey       | José Offerman          | Leones del Escogido    |
| 2014-15 | Gigantes del Cibao     | Audo Vicente           | Estrellas Orientales   |
| 2015-16 | Leones del Escogido    | Luis Rojas Alou        | Tigres del Licey       |
| 2016-17 | Tigres del Licey       | Audo Vicente           | Águilas Cibaeñas       |
| 2017-18 | Águilas Cibaeñas       | Lino Rivera            | Tigres del Licey       |
| 2018-19 | Estrellas Orientales   | Fernando Tatis         | Toros del Este         |
| 2019-20 | Toros del Este         | Lino Rivera            | Tigres del Licey       |
| 2020-21 | Águilas Cibaeñas       | Félix Fermín           | Gigantes del Cibao     |
| 2021-22 | Gigantes del Cibao     | Luis Urueta            | Estrellas Orientales   |
| 2022-23 | Tigres del Licey       | José Offerman          | Estrellas Orientales   |
| 2023-24 | Tigres del Licey       | Gilbert Gómez          | Estrellas Orientales   |
| 2024-25 | Leones del Escogido    | Albert Pujols          | Tigres del Licey       |

|  | Ganó Serie del Caribe |

*Dos equipos dominicanos participaron en la Serie del Caribe 2008

## Campeonatos por equipos
| Equipos              | Campeonatos |
| -------------------- | ----------- |
| Tigres del Licey     | 24          |
| Águilas Cibaeñas     | 22          |
| Leones del Escogido  | 17          |
| Estrellas Orientales | 3           |
| Toros del Este       | 3           |
| Gigantes del Cibao   | 2           |

### Managers con más Campeonatos
| N.º | Nombres        | Títulos | Equipos                                              |
| --- | -------------- | ------- | ---------------------------------------------------- |
| 1   | Félix Fermín   | 6       | 2000-01, 2002-03, 2004-05, 2006-07, 2007-08, 2020-21 |
| 2   | Felipe Alou    | 4       | 1980-81, 1981-82, 1989-90, 1991-92                   |
| 2   | Manny Mota     | 4       | 1969-70, 1970-71, 1982-83, 1983-84                   |
| 3   | Audo Vicente   | 3       | 2012-13, 2014-15, 2016-17                            |
| 3   | José Offerman  | 3       | 2008-09, 2013-14, 2022-23                            |
| 4   | Johnny Lipon   | 2       | 1977-78, 1978-79                                     |
| 4   | Al Widmar      | 2       | 1964-65, 1974-75                                     |
| 4   | Tom Lasorda    | 2       | 1972-73, 1973-74                                     |
| 4   | Winston Llenas | 2       | 1985-86, 1986-87                                     |
| 4   | Ken Oberkfell  | 2       | 2009-10, 2011-12                                     |
| 4   | Lino Rivera    | 2       | 2017-18, 2019-20                                     |

### Líderes

#### Bateo de por vida
| Categoría           | Nombre         | Marca |
| ------------------- | -------------- | ----- |
| Promedio de bateo   | Manny Mota     | .333  |
| Home runs           | Juan Francisco | 85    |
| Carreras impulsadas | Rafael Batista | 395   |
| Hits                | Luis Polonia   | 927   |
| Dobles              | Rafael Batista | 157   |
| Triples             | Luis Polonia   | 43    |
| Bases Robadas       | Miguel Diloné  | 395   |
| Carreras Anotadas   | Luis Polonia   | 517   |

- En negrita jugador activo.

#### Picheo de por vida
| Categoría       | Nombre         | Marca |
| --------------- | -------------- | ----- |
| Juegos ganados  | Diómedes Olivo | 86    |
| Efectividad     | Juan Marichal  | 1.87  |
| Ponches         | Diómedes Olivo | 742   |
| Juegos Salvados | Jairo Asencio  | 156   |

- En negrita jugador activo.

## Serie del Caribe
La Serie del Caribe es una competición de béisbol que reúne anualmente a los campeones de las ligas invernales del béisbol profesional del el Caribe. Actualmente participan México, Venezuela y Puerto Rico.
| Equipo               | Títulos | Subcampeonatos | Años campeón (Serie)                                             | Años subcampeón                          |
| -------------------- | ------- | -------------- | ---------------------------------------------------------------- | ---------------------------------------- |
| Tigres del Licey     | 11      | 3              | 1971, 1973, 1977, 1980, 1985, 1991, 1994, 1999, 2004, 2008, 2023 | 2002, 2006, 2024                         |
| Águilas Cibaeñas     | 6       | 7              | 1997, 1998, 2001, 2003, 2007, 2021                               | 1972, 1979, 1987, 1993, 2000, 2008, 2018 |
| Leones del Escogido  | 5       | 1              | 1988, 1990, 2010, 2012, 2025                                     | 2013                                     |
| Toros del Este       | 1       | 1              | 2020                                                             | 1995                                     |
| Gigantes del Cibao   | 0       | 1              |                                                                  | 2022                                     |
| Estrellas Orientales | 0       | 0              |                                                                  |                                          |

## Presidentes
| #  | Presidente                        | Año           |
| -- | --------------------------------- | ------------- |
| 1  | Hipólito Herrera Billini          | 1955-1956     |
| 2  | Jaime Vidal Velásquez             | 1956-1959     |
| 3  | Julio Cuello                      | 1959-1967     |
| 4  | Juan Tomas Mejía Feliu            | 1967-1968     |
| 5  | Manfredo A. Moore                 | 1968-1971     |
| 6  | Eduardo Read Barreras             | 1971-1973     |
| 7  | Eudaldo Troncoso Pou (no Eduardo) | 1973-1974     |
| 8  | Hipólito Herrera Pellerano        | 1974-1975     |
| 9  | Quirico Elpidio Pérez             | 1975-1977     |
| 10 | Manfredo A. Moore                 | 1977-1981     |
| 11 | Juan Tomas Mejía Feliu            | 1982-1983     |
| 12 | Plinio Jacobo                     | 1984-1985     |
| 13 | Juan Francisco Puello Herrera     | 1985-1991     |
| 14 | Luis Ramón Cordero                | 1991          |
| 15 | Leonardo Matos Berrido            | 1991-2017     |
| 16 | Vitelio Mejía Ortiz               | 2017-presente |